# Дар'єнський розрив

Район Дарьєн

Дар'єнський розрив (ісп. Región de Darién) — велика ділянка неосвоєної території на межі Центральної і Південної Америки на території Панами (провінція Дар'єн) і Колумбії (департамент Чоко), має розміри близько 160 на 50 км. Територія вкрита вологими тропічними лісами і болотами, в яких спорудження доріг украй скрутне, через що Дар'єнський розрив є єдиним розривом Панамериканського шосе.